# Tromboembolism
Tromboembolism är en sammansättning av orden trombos, som betyder blodpropp, och emboli, som betyder obstruktion av blodkärl.
Trombos (grekiska: θρόμβωσις) är bildandet av koagel (grekiska: θρόμβος) som bildar en blodpropp inuti ett blodkärl och hindrar blodflödet genom cirkulationssystemet.
När ett blodkärl skadas används blodplättar (trombocyter) och fibrin för att bilda en blodpropp att förhindra blodförlust. Det kan bildas blodproppar i ett blodkärl även när det inte är skadat, om förutsättningar för det uppstår. Om proppen lossnar kallas den resande proppen en embolus.
När en tromb upptar mer än 75 % av ytarean av lumen av en artär så reduceras blodflödet till efterföljande vävnad tillräckligt för att orsaka symptom på grund av minskad syre, hypoxi, och ackumulering av metaboliska produkter såsom mjölksyra. Mer än 90 % blockering kan leda till anoxi, fullständig avsaknad av syre, och infarkt med celldöd.